# Kuttavadi, Hunsur
Kuttavadi là một làng thuộc tehsil Hunsur, huyện Mysore, bang Karnataka, Ấn Độ.